# Žepče
Žepče (serbiska: Жепче) är en ort i Bosnien och Hercegovina.   Den ligger i entiteten Federationen Bosnien och Hercegovina, i den centrala delen av landet, 70 km norr om huvudstaden Sarajevo. Žepče ligger 231 meter över havet och antalet invånare är 8 502.
Terrängen runt Žepče är huvudsakligen kuperad. Žepče ligger nere i en dal. Närmaste större samhälle är Zavidovići, 9,1 km öster om Žepče. 
I omgivningarna runt Žepče växer i huvudsak lövfällande lövskog. Runt Žepče är det ganska tätbefolkat, med 93 invånare per kvadratkilometer.